# Microsoft Train Simulator
Pour les articles homonymes, voir Train Simulator.
Vous pouvez aider à l'améliorer ou bien discuter des problèmes sur sa page de discussion.
- Le fond est à vérifier. Si vous venez d’apposer le bandeau, merci d’indiquer ici les points à vérifier. (Marqué depuis juin 2021)

Vous pouvez aider à l'améliorer ou bien discuter des problèmes sur sa page de discussion.
- Son texte doit être wikifié : il ne correspond pas à la mise en forme Wikipédia (style, typographie, liens internes, liens entre les wikis, etc.). (Marqué depuis juin 2021)

Train Simulator ou Microsoft Train Simulator (abrégé en MSTS) est un jeu vidéo de simulation ferroviaire, mis sur le marché en 2001, développé par la société britannique Kuju et édité par Microsoft. La dernière version diffusée date de 2002.

## Description
Comme Flight Simulator, c'est un jeu de simulation ouvert. « Ouvert » veut dire que le logiciel accepte de fonctionner avec des éléments externes qu'on peut lui apporter à condition de respecter un certain nombre de règles et de formats.[Comment ?] L'utilisateur peut donc inclure dans le simulateur des itinéraires, des matériels et des objets qui ne sont pas fournis par Microsoft et qu'il peut avoir construits lui-même.
Vous pouvez aussi trouver sur les CD-ROM un plugin Gmax, pouvant créer vos propres 3D, bâtiments, engins, etc. Mais la documentation étant plus que sommaire, il a fallu attendre les résultats de passionnés...  Les meilleures documentations sont donc celles qui ont été écrites par des utilisateurs publiant les résultats de leurs essais, de leurs recherches ou les informations échangées sur les forums spécialisés.
Microsoft Train Simulator encourage quand même la créativité en proposant dans la même boîte quelques outils génériques : un créateur d'itinéraires, un créateur de scénarios avec un composeur de rames et un créateur de cabines. Il n'y a pas dans la boîte d'outils pour créer de toutes pièces un matériel ou un objet à placer dans les paysages des itinéraires. Comme pour Flight Simulator il existe des logiciels spécialisés (gratuits ou payants) pour la modélisation où la communauté internationale est très vivante : les sites sur Internet sont innombrables avec des utilitaires et des extensions de qualités diverses.
Début 2002, une mise à jour très partielle et corrigeant quelques erreurs a été publiée sur le site de Microsoft. Une nouvelle version : MSTS 2 fut d'abord annoncée pour 2003, puis son abandon fut confirmé en 2004.
En 2005, deux nouveaux jeux étaient en développement (par Kuju d'une part et P.I.Engineering d'autre part) mais seul le jeu produit par Kuju, Rail Simulator, a été mené à terme et rendu disponible en novembre 2007 en Europe, puis en janvier 2008 en version américaine.
De son côté Microsoft annonçait début 2007 la création d'une nouvelle version "World of Trains" basée sur le moteur de Flight Simulator X. Alors que son développement semblait être entré dans sa phase finale pour un produit annoncé pour le second trimestre 2009, Microsoft déclarait le 23 février 2009 que les développements étaient suspendus pour une durée indéterminée tout en fermant sa filiale ACES Studio chargée de ce produit et de Flight Simulator.
Depuis 2010, une équipe internationale de bénévoles développe le logiciel open source Open Rails, fonctionnant sous Windows, compatible avec les fichiers d'itinéraires, de matériels et de scénarios du jeu, mais avec des performances graphiques adaptées aux PC récents et des fonctionnalités supplémentaires.
Depuis 2013, le site officiel de Microsoft Train Simulator n'existe plus.
En 2015, le jeu peut toujours être trouvé sur des sites de vente en ligne, en version CD-ROM ou même DVD-ROM, et vit grâce à l'équipe d'Open Rails.

## Lignes et matériel roulant d'origine
Sur les CD-ROM du jeu, on trouvait :
- la ligne autrichienne Innsbruck à St. Anton présentée dans les années 1930 avec le Simplon Orient-Express tracté par la locomotive à vapeur Gölsdorf 380 ;
- la ligne Settle à Carlisle au nord-ouest de l'Angleterre (Royaume-Uni) dans les années 1930 avec la 231 LNER No. 4472 Flying Scotsman et la locomotive diesel Class 50 Vailant ;
- le Northeast Corridor aux États-Unis avec l'Acela Express et la locomotive Bombardier HHP-8 électrique ;
- la ligne du col de Marias Pass dans le Montana, fief de la compagnie Burlington Northern and Santa Fe avec de lourds convois de fret tractés par les diesels Dash9-44CW, GP38-2 et SD40-2 ;
- la ligne de banlieue japonaise Odakyū Odawara avec les rames série 2000 et 7000 de la compagnie Odakyū ;
- la ligne touristique japonaise Hisatsu sur l'île de Kyūshū avec autorail diesel KIHA 31.

## Extensions payantes et gratuites
Comme cela a été massivement le cas avec Flight Simulator, des développeurs indépendants proposent d'ajouter des lignes et/ou du matériel roulant supplémentaire.
Parmi les extensions payantes parues dès l'origine du jeu, on peut citer la série allemande ProTrain commencée en novembre 2001 et dont le quinzième numéro est paru début 2007. Pour le réseau français, les extensions commerciales concernaient surtout le matériel roulant, notamment le pack Speedworks incluant les TGV Réseau, Atlantique et Record 1990 ou encore le pack Sylium Trains de nuit contenant notamment une BB 7200, une BB 22200, quelques BB 26000 ainsi que des voitures-lits et voitures-couchettes, et bien d'autres packs toujours trouvables sur les sites de vente en ligne.
Les extensions françaises, aussi bien en matériels qu'en lignes, sont depuis lors très nombreuses, plus abouties et essentiellement réalisées par des auteurs distribuant leurs réalisations en freeware (gratuitement).